# Nuklear isomer
En nuklear isomer er en metastabil tilstand af en atomkerne forårsaget af eksitation af en eller flere af dens nukleoner (protoner eller neutroner).
De første nukleare isomerer (Uran Z/Uran X2), der nu kendes som Protactiniumisotoper, blev opdaget af Otto Hahn i 1921.
Grundstoffet Hafnium, der er opkaldt efter København har også nukleare isomerer. Den nukleare isomer 178m2Hf besidder en forbavsende høj excitationsenergi for en isomer med relativ lang halveringstid, og det har ført til spekulationer om at udnytte denne energi, 1,33 gigajoule, svarende til sprængkraften af 317 kg TNT, per gram af denne isomer.
I 2013 blev der opdaget flere nukleare isomer tilstande i bismuth-212. Disse nukleare isomer tilstande er blevet testet til brug i et slags genopladeligt atombatteri ved GSI-laboratoriet i den tyske by Darmstadt.